# Changchun Longjia International Airport
Changchun Longjia International Airport 長春龍嘉國際機場 (IATA: CGQ, ICAO: ZYCC).  
Er en lufthavn i Changchun i det nordøstlige Kina. Lufthavnen blev åbnet i 1998 efter lukningen af Changchun Dafangshen Airport, der lå 31 km fra Changchun centrum og 71 km fra byen Jilin. Lufthavnen betjener 3,2 millioner passagerer om året.

## Flyselskaber og Destination
- Air China (Beijing)
- Asiana Airlines (Seoul-Incheon)
- China Eastern Airlines (Jinan, Nanjing, Shanghai-Pudong)
- China Southern Airlines (Beijing, Dalian, Guangzhou, Hangzhou, Jinan, Nagoya, Nanjing, Qingdao, Sendai, Seoul-Incheon, Shanghai-Pudong, Tokyo-Narita, Yanji, Zhengzhou)
- Hainan Airlines (Beijing, Tianjin)
- Shandong Airlines (Jinan, Qingdao, Yantai)
- Shanghai Airlines (Shanghai-Pudong)
- Shenzhen Airlines (Guangzhou, Nanjing, Shenzhen, Tianjin, Wuhan)
- Kunpeng Airlines (Xian, Yantai)